# Ilse Pieper
Ilse Pieper, ab 1934 Ilse Schmitz (* 1904 in Kassel; † 1979 in Wangen (Öhningen)), war eine deutsche Malerin des Rheinischen Expressionismus. Mit ihrem Ehemann, dem Maler Jean Paul Schmitz, gehörte sie zur Gruppe der Höri-Künstler.

## Leben
Ilse Pieper wuchs in einem großbürgerlichen Elternhaus auf. In den Jahren 1921 bis 1927 studierte sie Malerei und Zeichenkunst, zunächst an der Badischen Landeskunstschule in Karlsruhe bei Wilhelm Schnarrenberger, dann an der Kunstakademie Düsseldorf.
In Düsseldorf, wo sie gemäß dem Wunsch ihrer Eltern die Befähigung zur Zeichen- und Sportlehrerin erwarb, lernte sie Mitte der 1920er Jahre im Umfeld der Klasse des Akademie-Professors Heinrich Nauen den Maler Jean Paul Schmitz kennen. Die beiden wurden ein Paar. Künstlerisch verkehrten sie in den Milieus des Jungen Rheinlands und der Rheingruppe sowie im Kreis der Galeristin Johanna Ey. 1931 reisten sie gemeinsam nach Paris. Im März 1934 heirateten sie. Unmittelbar nach ihrer Hochzeit gingen sie auf eine sechsmonatige Studienreise nach Italien, die sie insbesondere nach Rom und nach Ischia führte.
Anschließend zogen sie nach Berlin. Als ihr Ehemann 1936 den Rom-Preis der Preußischen Akademie der Künste erhalten hatte, brachen sie erneut nach Italien auf. Im August 1939 reiste das Paar mit dem Auto in Richtung Griechenland und wurde in Jugoslawien durch den Kriegsausbruch überrascht. Sie erhielten die Erlaubnis zur Weiterreise, und es schlossen sich Aufenthalte in Athen, Olympia, Delphi, Nauplia und auf dem Peloponnes an. Im Juni 1940 kehrten sie nach Berlin zurück. Bedingt durch das NS-Regime und den Zweiten Weltkrieg führten sie in den späten 1930er und zu Anfang der 1940er Jahre ein unstetes, jedoch künstlerisch äußerst produktives Wanderleben. Während dieser Zeit lebte das Paar in Berlin, in Wielandingen im Hotzenwald und in Säckingen, ab 1943 in Schwörstadt. In den Jahren 1942 bis 1945 war ihr Ehemann beim Zollgrenzschutz im Elsass tätig.
Schon 1940 und 1942 hatte das Ehepaar Schmitz einen Umzug auf die Halbinsel Höri am Bodensee beabsichtigt. Vermittelt durch den früheren Düsseldorfer Akademiedirektor Walter Kaesbach ließen sie sich jedoch erst 1949 in Wangen am Untersee dauerhaft nieder. In den 1950er Jahren gab Ilse Schmitz zugunsten ihres Mannes, ihrer Kinder und der Haushaltsführung ihre eigene künstlerische Arbeit weitgehend auf. Nach dem Tod ihres Ehemanns (1970) entstanden letzte Werke.
Ursprünglich einer tonigen und festeren Malweise verpflichtet, dann in hellen, duftigen Flächenfarben und mit zügigerem Strich malend, schuf Ilse Schmitz Aquarelle, Tuschezeichnungen und einige Ölgemälde, zumeist Landschaften, Stillleben und Darstellungen alltäglicher Szenen, wenige Bildnisse, nicht selten parallel zu demselben Motiv ihres Ehemannes. Auch aufgrund der Parallelen zwischen beiden Künstlern wird ihr schmales Œuvre dem Rheinischen Expressionismus zugerechnet.

## Ausstellung
- Ilse Schmitz (1904–1979). Wiederentdeckt. 16. Juli – 24. September 2017, Kunstmuseum Singen[2]